# يوهان ديمونسي
يوهان ديمونسي (بالإنجليزية: Yohan Demoncy) (من مواليد 7 أبريل 1996) هو لاعب كرة قدم فرنسي محترف يلعب كلاعب خط وسط دفاعي لنادي باريس.

## مسيرته الكروية
انضم ديمونسي إلى أكاديمية الشباب في باريس سان جيرمان، ولعب منذ 2014 مع فريق الاحتياط - وأصبح في النهاية قائد الفريق الاحتياط. في 25 يونيو 2016، وقع أول عقد احترافي له مع باريس سان جيرمان لمدة ثلاث سنوات.